# Еритреја на Летњим олимпијским играма 2012.
Еритреји је ово било четврто учешће на Летњим олимпијским играма. Делегација Еритреје на Олимпијским играма 2012. у Лондону била је састављена од 12 спортиста (једанаест мушкараца и једна жена), који су се такмичили у седам дисциплина у два спорта. Ово је био први пут да се се представници Еритреје такмичили поред атлетике и у неком другом спорту.
Заставу Еритреје на свечаном отварању Игара носио је најмлађи учесник атлетичар Weynay Ghebresilasie.
На овим играма спортисти Еритреје нису освојили ниједну медаљу.

## Учесници по спортовима
| Спорт      | Мушкарци | Жене | Укупно |
| ---------- | -------- | ---- | ------ |
| Атлетика   | 10       | 1    | 11     |
| Бициклизам | 1        | 0    | 1      |
| Укупно(2)  | 11       | 1    | 12     |

## Резултати по дисциплинама

### Атлетика

#### Мушкарци
| Атлетичар            | Дисциплина       | Лични рекорд | Група          | Група          | Полуфинале       | Полуфинале     | Финале           | Финале         | Детаљи |
| Атлетичар            | Дисциплина       | Лични рекорд | Резултат       | Место          | Резултат         | Место          | Резултат         | Место          | Детаљи |
| -------------------- | ---------------- | ------------ | -------------- | -------------- | ---------------- | -------------- | ---------------- | -------------- | ------ |
| Teklit Teweldebrhan  | 1.500 м          | 3:36,50      | 3:42,88        | 13. у гр 1     |                  |                | Није се пласирао | 31 / 43 (44)   |        |
| Abrar Osman Adem     | 5.000 м          | 13:17,32     | 13:24,40       | 11. у гр 2     |                  |                | Није се пласирао | 17 / 42 (43)   |        |
| Amanuel Mesel        | 5.000 м          | 13:16,25     | 13:48.13 ЛРС   | 16. у гр. 1    | Није се пласирао | 34 / 42 (43)   |                  |                |        |
| Теклемариам Медин    | 5.000 м          | 13:04,55     | Није стартовао | Није стартовао | Није стартовао   | Није стартовао | Није стартовао   | Није стартовао |        |
| Теклемариам Медин    | 10.000 м         | 27:16,69     |                |                |                  |                | 27:34,76         | 7 / 26 (29)    |        |
| Зерсенај Тадесе      | 10.000 м         | 26:37,25 НР  | 27:33,51       | 6 / 26 (29)    |                  |                |                  |                |        |
| Nguse Tesfaldet      | 10.000 м         | 27:28,10     | 27:56.78       | 15/26 (29)     |                  |                |                  |                |        |
| Јаред Асмерон        | маратон          | 2:07:27 НР   | 2:11:11        | 19. / 85 (105) |                  |                |                  |                |        |
| Yonas Kifle          | маратон          | 2:07:34      | 2:20:23        | 58 / 85 (105)  |                  |                |                  |                |        |
| Samuel Tsegay        | маратон          | 2:07:28      | НЗ             | НЗ             |                  |                |                  |                |        |
| Weynay Ghebresilasie | 3.000 м препреке | 8:28,97 НР   | 8:37,57        | 10. у гр 3     |                  |                | Није се пласирао | 29/37 (39)     |        |

#### Жене
| Атлетичар      | Дисциплина | Лични рекорд | Група    | Група | Полуфинале | Полуфинале | Финале   | Финале        | Детаљи |
| Атлетичар      | Дисциплина | Лични рекорд | Резултат | Место | Резултат   | Место      | Резултат | Место         | Детаљи |
| -------------- | ---------- | ------------ | -------- | ----- | ---------- | ---------- | -------- | ------------- | ------ |
| Rehaset Mehari | маратон    | 2:33:42      |          |       |            |            | 2:35:49  | 59/ 107 (118) |        |

### Друмски бициклизам

#### Мушкарци
| Бициклиста            | Дисциплина   | Време            | Пласман      | Детаљи |
| --------------------- | ------------ | ---------------- | ------------ | ------ |
| Данијел Теклехајманот | Друмска трка | 5:46:37 (+40,00) | 73/110 (144) |        |